# Циґани (Мазовецьке воєводство)
Циґани (пол. Cygany) — село в Польщі, у гміні Обрите Пултуського повіту Мазовецького воєводства.
Населення — 173 особи (2011).
У 1975-1998 роках село належало до Остроленцького воєводства.

## Демографія
Демографічна структура станом на 31 березня 2011 року:
|          | Загалом | Допрацездатний вік | Працездатний вік | Постпрацездатний вік |
| -------- | ------- | ------------------ | ---------------- | -------------------- |
| Чоловіки | 84      | 18                 | 53               | 13                   |
| Жінки    | 89      | 27                 | 46               | 16                   |
| Разом    | 173     | 45                 | 99               | 29                   |